# Charles Frey
Charles Frey (Estrasburg, 26 de febrer del 1888 – Estrasburg, 14 d'octubre del 1955) fou un periodista i polític alsacià. Formà part de la redacció del Nouveau Journal, i el 1999 es va unir a l'Aliança Democràtica, amb la qual fou diputat a l'Assemblea Nacional Francesa pel Baix Rin de 1919 a 1936. També fou alcalde d'Estrasburg de 1935, tot desplaçant el comunista autonomista Charles Hueber, qui havia imposar a l'ajuntament la Rot un Wiss.
El 1939 fou l'encarregat d'evacuar bona part de la població a Perigús, on hi fou alcalde dels refugiats. Després de la reincorporació d'Alsàcia a França després de la Segona Guerra Mundial tornaria a ocupar l'alcaldia d'Estrasburg fins a la seva mort.